# 미크로틱
마이크로틱(영어권) or 미크로틱(러시아,인도네시아등)(라트비아어: Mikrotīkls SIA, 혹은 MikroTik)은 라트비아 리가에 위치한 네트워킹 장비 회사로, RouterBOARD와 리눅스기반의 RouterOS가 주요 품목이다. CERN, 미국 국무부, NASA등이 현재 고객으로 있으며 대한민국에도 총판이 존재한다.

## 제품

### RouterOS
RouterOS는 일반적인 x86 프로세서를 장착한 PC나 자사의 라우터보드를 구동하는 리눅스 배포판이다. RouterOS는 라이선스 레벨을 설정하여, 이 라이선스 레벨에 맞는 환경을 제공한다. 2018년 3월 슬링샷(Slingshot)이라고 불리는 지능형 지속 공격이 중동쪽에 주로 퍼져 있는 미크로틱의 RouterOS를 공격하는 걸로 드러났다. 초기상태로 몇년간 펌웨어패치를 안한 유지보수없는 방치된 제품들이 문제였으며 간단한 펌웨어 패치로 해결되었다. BGP, OSPF등의 라우팅을 고가의 시스코 라우터 장비를 대체하여 안정적으로 사용할 수 있으며 NAT, DHCP, 방화벽, VPN을 기본내장하여 다용도로 활용되며 가난한 나라의 시스코라는 얘기도 나올 정도로 러시아, 유럽, 아랍권, 인도네시아, 중국, 아세아권과 아프리카등 여러나라에서 시스코를 대신하는 가성비 좋은 제품으로 선호되고 있다. Winbox를 이용하거나 CLI로 세팅된다.
ROUTER
다중코어를 가진 제품이 주류를 이루며 시스코라우터를 몇십만원 몇백만원으로 대체 가능하다는 점에서 여러나라에서 선호되고 있다. 이더넷라우팅으로 라우팅룰을 걸때의 변화되는 특성치, IPSEC 테스트결과치도 표기하고 제공되고 있어 제품선택이 용이하다. CE산업용인증이 되어있어 산업용온도특성이 있는 소자들로 제조되어 제품 자체가 강한 내구성과 안정성을 가지고 있다. 최근 제품은 10G, 40G급으로 생산되고 있으며 세계 여러나라에서 검증되어 구글링이나 유튜브등으로 손재주있는 관리자는 손쉽게 셀프학습도 가능하다. CLI로 간단하게 세팅도 가능하지만 명령어를 외울 필요도 없이 Winbox라는 통합관리툴을 사용하여 세팅할 수 있다. BGP, MPLS, OSPF등 라우팅과 다중 WAN, 기업용 NAT, DHCP서버, 방화벽,VPN등을 활용하여 몇백명 규모의 회사나 산업현장에서 사용되는 올인원 라우터제품군부터 72코아 CPU의 대량의 데이타를 처리할 수 있는 코어라우터까지 기능을 할 수 있는 제품군까지 생산되고 있다. 전세계에 다양하고 많은 엔지니어와 이를 교육하고 양성하는 시설, 학원, 대학등도 많아 기술지원이 용이하다.
SWITCH
CE 산업용 인증을 받은 제품들로 북유럽 제품답게 모든 제품이 산업용의 -40~70도등의 강한 환경적 온도특성을 가지고 있다. 때문에 추운 러시아나 고온다습한 인도네시아, 무더운 아랍, 폭염의 아프리카등에서도 많이 사용된다. 10G 광스위치등이 강세이며 가격대비 고속의 검증된 하드웨어스위칭능력을 가지고 있어 믿을 수 없는 중국산 수입브랜드에 비해 유럽산정통스위치로 전산관리자들에게 선호되고 있다. 전제품군이 VLAN기본 지원되는 SwOS(L2), RouterOS(L3이상) 사용하는 관리형스위치이다. 환경특성이 좋게 설계되어 기존 느리고 복합적인 라우팅과 네트워크 구성이 불가능한 산업용스위치를 대체하여 사용 가능하다.